# Плотава (Курская область)
Плотава — деревня в Октябрьском районе Курской области России. Административный центр Плотавского сельсовета.

## География
Деревня находится в центральной части Курской области, в пределах Среднерусской возвышенности, в лесостепной зоне, на левом берегу реки Воробжа (левый приток реки Сейм), на расстоянии примерно 13 км (по прямой) к юго-западу от Прямицыно, административного центра района. Абсолютная высота — 176 м над уровнем моря.

### Климат
Климат характеризуется как умеренно континентальный, с тёплым летом и умеренно холодной зимой. Среднегодовая температура воздуха — 5,7 °С. Средняя температура воздуха самого тёплого месяца (июля) — 18,7 °C (абсолютный максимум — 37 °С); самого холодного (января) — −9,3 °C (абсолютный минимум — −38 °С). Безморозный период длится около 152 дней в году. Среднегодовое количество атмосферных осадков составляет 563 мм, из которых большая часть выпадает в тёплый период. Снежный покров держится в течение 110—120 дней.
| Показатель                                                                   | Янв. | Фев. | Март | Апр. | Май  | Июнь | Июль | Авг. | Сен. | Окт. | Нояб. | Дек. | Год  |
| ---------------------------------------------------------------------------- | ---- | ---- | ---- | ---- | ---- | ---- | ---- | ---- | ---- | ---- | ----- | ---- | ---- |
| Средний суточный максимум, °C                                                | −4   | −3   | 3    | 13,1 | 19,4 | 22,7 | 25,3 | 24,6 | 18,2 | 10,6 | 3,4   | −1,1 | 11,0 |
| Средняя температура, °C                                                      | −6,1 | −5,5 | −0,6 | 8,3  | 14,8 | 18,4 | 20,9 | 20,1 | 14   | 7,3  | 1,2   | −3,1 | 7,5  |
| Средний суточный минимум, °C                                                 | −8,6 | −8,6 | −4,7 | 2,8  | 9,2  | 13,1 | 15,9 | 14,9 | 9,8  | 4    | −1,1  | −5,3 | 3,4  |
| Норма осадков, мм                                                            | 51   | 44   | 47   | 49   | 62   | 69   | 73   | 55   | 57   | 57   | 46    | 49   | 659  |
| Источник: Погода по месяцам c ru.climate-data.org(дата обращения: Март 2022) |      |      |      |      |      |      |      |      |      |      |       |      |      |

### Часовой пояс
Деревня Плотава, как и вся Курская область, находится в часовой зоне МСК (московское время). Смещение применяемого времени относительно UTC составляет +3:00.

## Население
| 2002 | 2010 |
| ---- | ---- |
| 283  | ↘249 |

### Половой состав
По данным Всероссийской переписи населения 2010 года, в половой структуре населения мужчины составляли 48,2 %, женщины — соответственно 51,8 %.

### Национальный состав
Согласно результатам переписи 2002 года, в национальной структуре населения русские составляли 99 %.

## Инфраструктура
Личное подсобное хозяйство. В деревне 95 домов.

## Транспорт
Плотава находится в 9,5 км от автодороги федерального значения М2 «Крым» (часть европейского маршрута E 105), в 3,5 км от автодороги регионального значения 38К-010 (М-2 «Крым» — Иванино, часть европейского маршрута E 38), в 6 км от автодороги 38К-004 (Дьяконово — Суджа — граница с Украиной), при автодорогe межмуниципального значения 38Н-094 (38К-004 — Плотава), в 12 км от ближайшего ж/д остановочного пункта 439 км (линия Льгов I — Курск).
В 108 км от аэропорта имени В. Г. Шухова (недалеко от Белгорода).